# 詹姆斯·贾斯廷
詹姆斯·迈克尔·贾斯廷（英語：James Michael Justin；1998年2月23日—），是一名英格兰足球运动员 ，司职后卫，现为英超俱乐部莱斯特城俱乐部效力，同时也是英格兰足球代表队的成员。

## 俱乐部生涯

### 卢顿
贾斯廷生于贝德福德郡卢顿，于2005年加入卢顿队的青训系统。首先加入U-11青年队，随队在2009年以3-2击败拜仁慕尼黑赢得了阿劳大师赛冠军。贾斯廷在U-16青年队时，因其他球员受伤而被召入U-18青年队，从中场改打右后卫。 之后，他还定期为俱乐部的预备队效力，随队于2014-15赛季赢得中部联赛南部分区的冠军。2015年11月4日，贾斯廷与俱乐部签署了他的第一份职业合同，合同持续到2016-17赛季结束。 12月19日，在卢顿3-2击败埃克塞特城的比赛中，贾斯廷首次入选一线队大名单，但没有出场。作为U-18青年队的成员，贾斯廷在2015-16赛季赢得了东南部青年联赛冠军和青年联盟杯的冠军，还进入了青年足总杯的四分之一决赛，但以0-1输给了布莱克本流浪者。在2015-16赛季的最后一轮主场4比1战胜埃克塞特城的比赛中，贾斯廷在第83分钟替补史蒂芬·奥多内尔上场，完成职业生涯首秀。 
贾斯廷在2016-17赛季进入一线队，2016年8月10日，在英联杯首轮3-1战胜阿斯顿维拉的比赛中首次首发登场。10月15日2比1战胜莱顿东方的赛前，他在热身时受伤，在11月5日足总杯首轮3比1战胜埃克塞特城的比赛中伤愈复出。上半赛季，他在各项赛事中出场14次，并签下了一份新的两年半合同，并有续约一年的条款。赛季结束后，他被俱乐部选为俱乐部赛季最佳青年球员。在2017年4月29日以4比1战胜艾宁顿斯坦利比赛中，贾斯廷打进职业进球首球，但在下一场比赛中脚踝韧带受伤。附加赛半决赛与布莱克浦的比赛中他伤愈复出，但球队点球大战告负。贾斯廷以39次出场和一个进球结束了赛季。2017年7月12日，卢顿拒绝了诺丁汉森林100万英镑的转会报价。当月下旬，贾斯廷与卢顿签订了续约至2020年的合同，仍可选择再延长一年。 
卢顿升级至英甲，触发了合同条款，他的合同在2017-18赛季末又延长了一年。 

### 莱斯特城
贾斯廷于2019年6月28日与英超联赛俱乐部莱斯特城签下了一份为期五年的合同，转会费未公开。9月24日，英联杯第三轮中，莱斯特城4-0战胜卢顿，贾斯廷完成新俱乐部首秀并打入一粒进球。赛季后期，由于球队主力右后卫里卡多·佩雷拉的重伤，贾斯廷获得了一些出场机会。2020年9月20日，贾斯廷在与伯恩利的比赛中打进了自己的英超首球。

## 国家队生涯
2017年6月1日，贾斯廷被征召入在英格兰U-19国家队在西班牙的训练营，备战欧洲U-19锦标赛。他被教练基思·唐宁保留，参加了另外两个训练营，但没有进入最后的18人大名单。 贾斯廷于2017年8月24日首次被英格兰U-20国家队征召，参加了与荷兰和瑞士的两场友谊赛。在3-0击败荷兰的比赛首次亮相，并在第74分钟替补上场。四天后在对阵瑞士的比赛中首发登场，在62分钟被换下，这场比赛以0-0战平。
2019年8月30日，贾斯廷被召入英格兰U-21国家队，参加2021年U-21欧洲杯的预选赛，9月9日对阵科索沃的比赛中，他在第80分钟替补上场，完成首秀。
2022年5月24日，贾斯廷首次受英格蘭足球代表隊徵召參加下個月與匈牙利、德國和義大利的歐洲足協國家聯賽比賽。

## 比赛风格
贾斯廷主打右后卫，技术出色，进攻意识强。他也能胜任左后卫，中场，右中场和左边锋的位置。 

## 职业生涯统计
最後更新：2022年5月22日
| 俱乐部       | 赛季         | 联赛         | 联赛 | 联赛 | 足总杯 | 足总杯 | 英联杯 | 英联杯 | 其他 | 其他 | 总计 | 总计 |
| 俱乐部       | 赛季         | 联赛         | 出场 | 进球 | 出场   | 进球   | 出场   | 进球   | 出场 | 进球 | 出场 | 进球 |
| ------------ | ------------ | ------------ | ---- | ---- | ------ | ------ | ------ | ------ | ---- | ---- | ---- | ---- |
| 卢顿         | 2015–16      | 英乙         | 1    | 0    | 0      | 0      | 0      | 0      | 0    | 0    | 1    | 0    |
| 卢顿         | 2016–17      | 英乙         | 29   | 1    | 3      | 0      | 1      | 0      | 6    | 0    | 39   | 1    |
| 卢顿         | 2017–18      | 英乙         | 17   | 2    | 1      | 0      | 0      | 0      | 4    | 0    | 22   | 2    |
| 卢顿         | 2018–19      | 英甲         | 43   | 3    | 4      | 0      | 1      | 0      | 4    | 0    | 52   | 3    |
| 卢顿         | 总计         | 总计         | 90   | 6    | 8      | 0      | 2      | 0      | 14   | 0    | 114  | 6    |
| 莱斯特城     | 2019–20      | 英超         | 13   | 0    | 3      | 0      | 2      | 1      | -    | -    | 18   | 1    |
| 莱斯特城     | 2020-21      | 英超         | 23   | 2    | 2      | 1      | 0      | 0      | 6    | 0    | 31   | 3    |
| 莱斯特城     | 2021-22      | 英超         | 13   | 0    | 1      | 0      | 0      | 0      | 5    | 0    | 19   | 0    |
| 莱斯特城     | 总计         | 总计         | 49   | 2    | 6      | 1      | 2      | 1      | 11   | 0    | 68   | 4    |
| 职业生涯总计 | 职业生涯总计 | 职业生涯总计 | 139  | 8    | 14     | 1      | 4      | 1      | 25   | 0    | 182  | 10   |

1. ↑  英格兰足球联赛锦标赛出场4次,英乙附加赛出场2次
2. ↑  英格兰足球联赛锦标赛出场4次
3. ↑  出场于欧联杯

## 荣誉

### 俱乐部
卢顿
- 2017-18赛季英乙亚军[44]
- 2018-19赛季英甲冠军[45]

 莱斯特城
- 英格蘭足總盃冠軍：2020-21賽季[46]

### 個人
- 卢顿赛季最佳青年球员：2016–17[19]2018–19[47]
- 英甲联赛每月最佳青年球员：2018年11月[48]
- 入选英甲联赛年度最佳阵容：2018-19赛季